# Nikica Cukrov
Nikica Cukrov (ur. 6 marca 1954 w Szybeniku) – chorwacki piłkarz występujący na pozycji pomocnika. Reprezentant Jugosławii. Trener piłkarski.

## Kariera klubowa
Cukrov karierę rozpoczynał w 1974 roku w drugoligowym zespole HNK Šibenik. Spędził tam jeden sezon, a potem przeszedł do pierwszoligowego klubu HNK Rijeka. W sezonach 1977/1978 oraz 1978/1979 zdobył z nią Puchar Jugosławii. W 1980 roku odszedł do innego pierwszoligowego zespołu, Hajduka Split. Trzykrotnie wywalczył z nim wicemistrzostwo Jugosławii (1981, 1983, 1985), a także raz Puchar Jugosławii (1984).
W 1985 roku Cukrov przeszedł do francuskiego Sportingu Toulon Var. W Division 1 zadebiutował 30 lipca 1985 w wygranym 2:1 meczu z FC Metz. 2 sierpnia 1985 w przegranym 1:2 pojedynku z Bastią zdobył pierwszą bramkę w Division 1. W Sportingu spędził 1985/1986, w którym zajął z zespołem 16. miejsce w lidze.
Następnie wrócił do HNK Šibenik, nadal grającego w drugiej lidze. W 1990 roku zakończył karierę.

## Kariera reprezentacyjna
W reprezentacji Jugosławii Cukrov zadebiutował 16 listopada 1977 w zremisowanym 0:0 meczu Pucharu Bałkanów z Grecją. W 1980 roku został powołany do kadry na Letnie Igrzyska Olimpijskie, zakończone przez Jugosławię na 4. miejscu. W latach 1977–1983 w drużynie narodowej rozegrał 14 spotkań.